# Haßleben
Haßleben ist eine Gemeinde im Landkreis Sömmerda in Thüringen.

## Geografie
Haßleben liegt im Thüringer Becken etwa 18 km nördlich von der thüringischen Landeshauptstadt Erfurt entfernt. Die Schmale Gera (ein Nebenarm der „Erfurter“ Gera) durchfließt den Ort.
Das Gebiet wird beherrscht vom Tal der Unstrut und ihren Zuflüssen. Die fruchtbaren Böden ermöglichen eine intensive Landwirtschaft auf ausgedehnten Feldern. Gebiete mit Nadel- und Mischwald, Auen, Wiesen, Trockenrasengebiete, kleinere stehende und fließende Gewässer und zum Teil bewaldetes Hügelland in der näheren Umgebung der Gemeinden bilden ein reizvolles, abwechslungsreiches Landschaftsbild.
Nördlich des Ortes, in der Niederung der Schmalen Gera, liegt das NSG Haßlebener Ried, ein Kalkniedermoor und Vogelschutzgebiet.
Obwohl nicht an diesem Fluss gelegen, führt der Unstrut-Radweg durch Haßleben.

## Geschichte

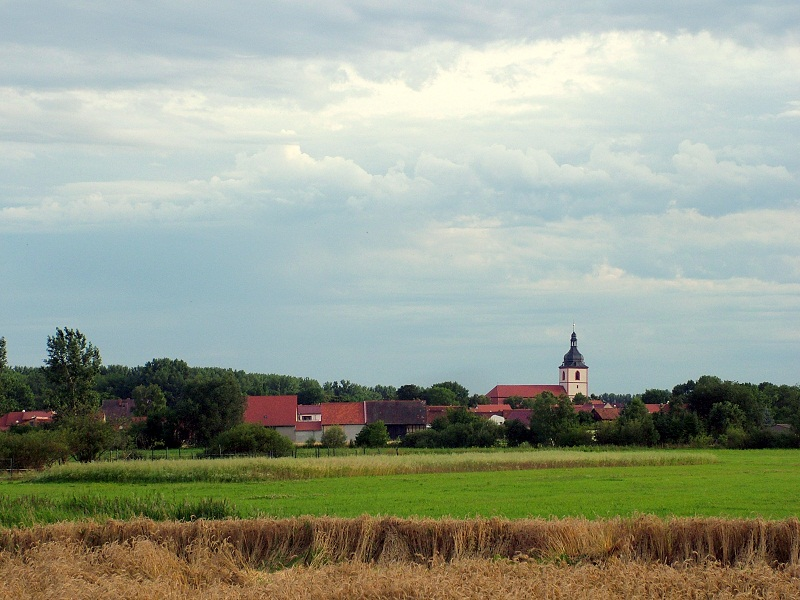
Ortsansicht (2009)

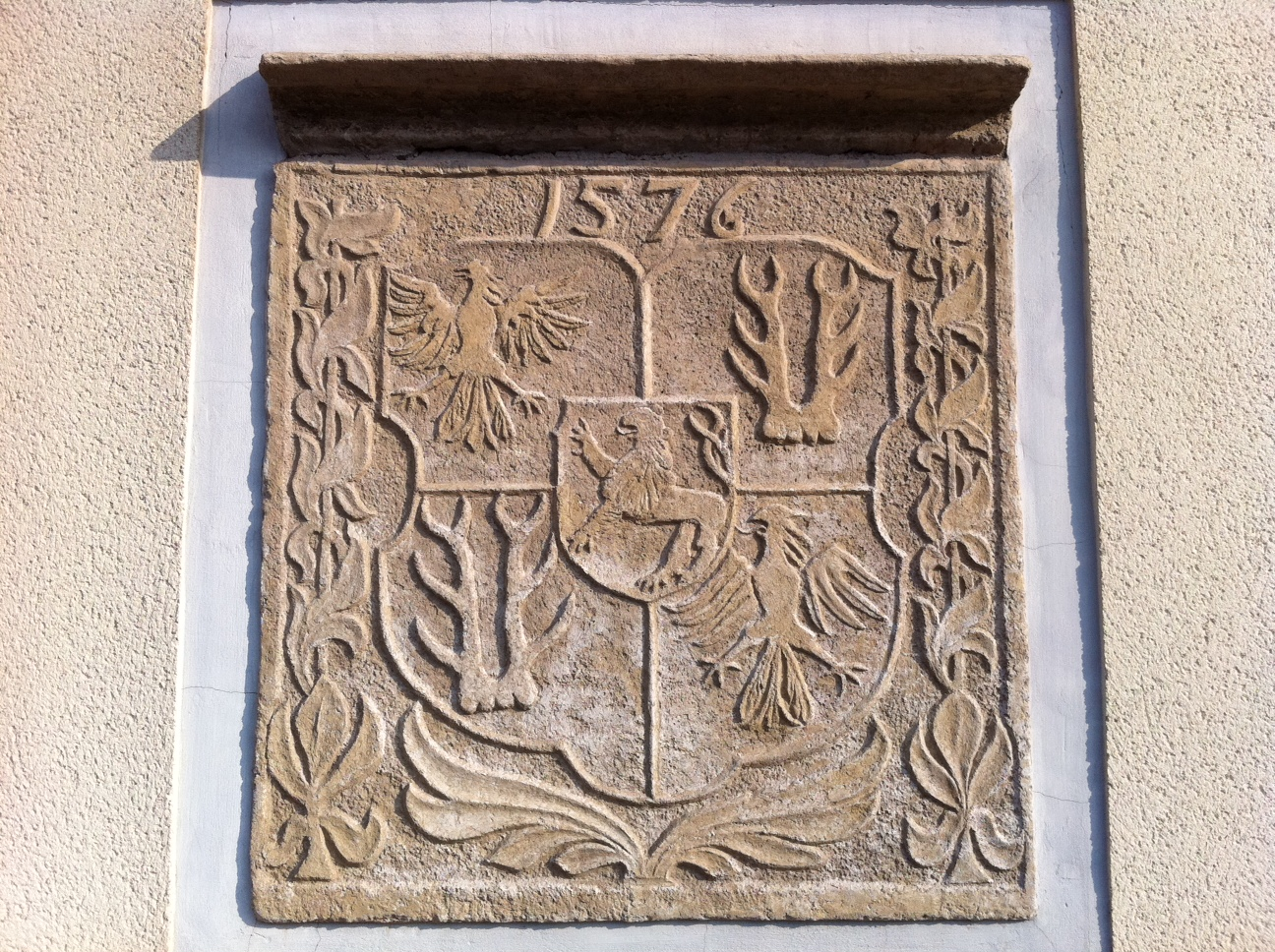
Wappen des Fürstentums Schwarzburg-Sondershausen an der ehem. Gemeindebäckerei aus dem Jahr 1576

Die Wortendung -leben deutet auf eine Ortsgründung durch germanische Angeln oder Warnen aus dem heutigen Norddeutschland. Die erste urkundliche Erwähnung des Ortes Haßleben datiert aus den Jahren 780 bis 802. In dieser Amtszeit eines dortigen Abtes wurde laut Urkundenbuch Haßleben dem Kloster Fulda geschenkt.
Bereits Jahrhunderte vorher jedoch muss auf dem Gebiet des jetzigen Ortes schon gesiedelt worden sein, was belegbar ist durch das 1912 entdeckte Gräberfeld von Haßleben, datiert aus dem 3. Jahrhundert nach Christus. Auf einem kleinen Friedhof mit 23 teilweise reich ausgestatteten germanischen Körpergräbern befand sich auch die Grablege einer jungen Frau. Ihre Grabausstattung mit kostbaren Schmuckstücken aus Gold und Silber, römischen Gläsern und Metallgefäßen übertraf alles, was bis dahin bekannt war. Der Fund von Haßleben blieb für fast 100 Jahre das reichste germanische Fürstengrab in Deutschland.
Hardrad († nach 786), ein Thüringer Graf, soll umfangreichen Grundbesitz bei Haßleben besessen haben. Er war der Anführer einer Rebellion Thüringer Adliger gegen Karl den Großen, die als einer der Gründe angesehen wird, die den Kaiser 802/803 zur Anerkennung des Thüringischen Volksrechts bewegten.
874 bestätigte König Ludwig der Deutsche auf der Reichsversammlung zu Ingelheim am Rhein angeblich dem Ort Hastingisleybin und 24 weiteren Orten die Zahlung des Zehnten an das Kloster Fulda. Tatsächlich handelt es sich bei dieser Urkunde um eine Fälschung aus dem 11. Jahrhundert. Mit dem Ort Hastingisleybin ist zweifelsohne Haßleben gemeint, eine weitere Schreibweise für Haßleben in alten Urkunden ist Hastenisleiba oder Hasteneleben. 1249 erfolgte eine Schenkung an das Kloster Georgenthal, 1274 an das Kloster Pforta. 1306 bekam Erfurt die Gerichtsbarkeit über Haßleben. Um 1300 gab es eine schon länger bestehende einfache Wasserburg mit Rittergut im Ort. 1320 wird ein Burgmann Ritter Dietrich der Jüngere, genannt Ryntfraz, erwähnt. Im weiteren Verlauf des 14. Jahrhunderts kam es zur Übereignung von Gütern und Ländereien an das Marien- und das Ursulinenkloster in Erfurt.
Für die weitere Geschichte von Haßleben spielte das Fürstentum Schwarzburg-Sondershausen eine besondere Rolle, das zunächst als Grafschaft im Jahre 1160 entstanden war. Im 14. Jahrhundert wurde erstmals eine Vogtei Haßleben erwähnt, die der Grafschaft angehörte. Haßleben war eine Exklave der Schwarzburg-Sondershäuser Unterherrschaft, was so viel bedeutet, dass das Gebiet um Haßleben von fremden Gebieten umgeben war, also bei Verlassen von Haßleben eine Landesgrenze überschritten werden musste.
Die „Sächsische Straße“ von Hamburg über Erfurt nach Nürnberg hatte einen Abzweig von Alperstedt nach Haßleben (Ausspanne), bevor sie weiter, östlich an Werningshausen vorbei, über die Gramme führte. Dort befindet sich noch ein alter Geleitstein vor der Brücke.
Der Grundstein zur heutigen Kirche St. Michael wurde 1593 gelegt, 1595 war sie vollendet. Anfang des 16. Jahrhunderts hatte Haßleben bereits 500 Einwohner, die an 134 „Feuerstätten“ lebten. Erstaunlich war, wie schnell sich die Gemeinde von den Leiden des Dreißigjährigen Krieges erholen konnte, als durch Tod und Flucht ganze 47 Einwohner übrig geblieben waren.
Um 1700 war Haßleben durch Gräben und teilweise eine Mauer geschützt. Einlass gab es durch ein Ober- und ein Untertor. Es war ein Marktflecken, in dem auf dem Töpfermarkt und der Langen Gasse dreimal im Jahr Markttage stattfanden. 1784 äscherte ein Großbrand 70 Gebäude ein, darunter das Pfarrhaus mit seinen Kirchenbüchern, dem schriftlichen Gedächtnis des Ortes. Haßleben wurde – auch mit Spenden aus Nachbargemeinden – wieder aufgebaut.
Um 1800 begann die Torfstecherei, besonders östlich des Dorfes (im „Pfuhl“). Sie war so ergiebig, dass Torf „exportiert“ werden konnte, so später an die Salzsiedereien in Stotternheim. 1821 wurde ein fossiles „Ochsenskelett aus dem Torfmoore bei Haßleben“ geborgen, das durch Johann Wolfgang von Goethe nach Jena vermittelt wurde und sich heute im dortigen Phyletischen Museum befindet.
1811 erhielt das Herzogtum Sachsen-Weimar-Eisenach den Ort Haßleben, welches ihn dem Amt Großrudestedt angliederte. Haßleben beendete damit seine Existenz als Exklave des Fürstentums Schwarzburg-Sondershausen. Es zählte damals schon 1150 Einwohner. Ein im Jahre 1822 ausgebrochener verheerender Brand vernichtete mit 188 Gebäuden, davon 77 Wohnhäusern, einen Großteil des Dorfes. Wieder kamen Hilfsgüter und Spenden aus anderen Thüringer Orten. Dem Großbrand ist es auch zuzuschreiben, dass beim Wiederaufbau die für Haßleben typischen breiten Straßen der Neuen Anlage oder der Neustadt entstanden, besonders aus Gründen der Brandsicherheit. Das Projekt für den Wiederaufbau war dem bekannten Oberbaudirektor Clemens Wenzeslaus Coudray aus Weimar übertragen worden.
1841 erwarb die Gemeinde das Fürstliche Kammergut, das dann abgerissen wurde. Übrig blieben die beiden Säulen, die noch heute den Eingang zu der 1848 auf diesem Gelände gebauten Schule zieren. Ungefähr um 1880 wurde das Schulgebäude erweitert. Dann fand nochmals 1933 und 1934 eine Vergrößerung der Schule statt.
1912 wurde bei der Gewinnung von Kies südöstlich des Ortes das germanische Gräberfeld mit dem „Fürstinnengrab von Haßleben“ entdeckt. 1913 wurde ein Erinnerungsdenkmal zur Völkerschlacht bei Leipzig 1813 unter Teilnahme von zwölf Militärvereinen mit Festumzug und Parade feierlich eingeweiht. Seit 1927 ist Haßleben an den Bus-Verkehr angeschlossen, Anfang der 1930er Jahre erfolgte die Elektrifizierung.
Während des Zweiten Weltkrieges mussten 57 Frauen und Männer aus Polen, Russland, Jugoslawien und Italien bei Bauern Zwangsarbeit verrichten. Ein Opfer der Zwangsarbeit wurde auf dem Friedhof begraben.
In Folge der Aktion Gitter wurde Robert Lein (Jg. 1897) am 22. August verhaftet und im KZ Buchenwald inhaftiert. Nach einigen Wochen wurde er im September 1944 wieder entlassen.
Im Februar 1945 gingen in Haßleben zwei Bomben nieder. Am 10. April 1945 besetzte die US-Armee nach kurzem Artillerie-Beschuss und der darauf folgenden Hissung der Weißen Flagge auf dem Kirchturm den Ort. Ende Juni/Anfang August 1945 wurde die amerikanische durch die Rote Armee abgelöst. Die Zugehörigkeit zur SBZ, ab 1949 zur DDR, bestimmte von jetzt an das Leben im Dorf. 1955/56 richtete die Sowjetarmee einen Kilometer östlich von Haßleben, beidseits der Straße nach Alperstedt, einen Militärflugplatz ein. Dieser wurde bis 1980 als „Ausweichflugplatz“ von Düsenjägern angeflogen und war dann mit Hubschraubern belegt.
Die Zwangskollektivierung der Bauern mit Bildung der LPG „Gemeinsamer Weg“ konnte erst 1960 nach Einsatz einer auswärtigen Agitatorenbrigade durchgesetzt werden. 1975 bis 1985 mussten Reparaturarbeiten am Dach und im Inneren der Kirche St. Michael vorgenommen werden, die barocke Turmhaube wurde durch ein flaches Notdach ersetzt. 1988 bis 1992 erfolgte der Anschluss an die zentrale Wasserversorgung mit Wasser von der Ohra-Talsperre.
1990 löste eine Agrargenossenschaft die LPG ab. Von 1991 bis 1995 erhielten alle Häuser Telefonanschluss und die Straßen wurden neu gepflastert, 1996/1997 erfolgte der Anschluss des Ortes an das Erdgasnetz. 1992 weihte die Gemeinde auf dem Friedhof ein Erinnerungsmal für ihre 96 Gefallenen und Vermissten beider Weltkriege ein. Auch das Erinnerungsdenkmal von 1913 an das 100-jährige Jubiläum der Völkerschlacht bei Leipzig vor der Kirche wurde renoviert. Ebenfalls 1992 löste die Sowjetarmee ihren Hubschrauberstützpunkt auf, Personal und Technik wurden abtransportiert. Ab 2002 erfolgten durch die Landesentwicklungsgesellschaft Thüringen die Abrissarbeiten der Gebäude, danach das großflächige Abtragen von verseuchtem Erdreich über das Bundesvermögensamt. Schließlich wurde – als „Ersatzmaßnahme Tanklager Haßleben“ zum Bau der nahen Bundesautobahn 71 – ein Biotop mit drei Teichen der Natur überlassen („Sukzession“).
Die Staatliche Grundschule Haßleben erhielt am 18. Oktober 2003 den neuen Namen Heinz-Sielmann-Schule Haßleben. Der bekannte Naturfilmer Heinz Sielmann reiste dazu persönlich an, um diese Auszeichnung seiner Stiftung zu überreichen.
Die Häuser von Haßleben wurden nach der Wende saniert, ein freundliches Ortsbild ist wieder entstanden. Das Kirchenschiff ist renoviert und neu gedeckt, der Kirchturm trägt wieder eine barocke Haube. Die Schule und andere historische Gebäude im Ortskern werden erneuert. Im Jahre 2002 beging Haßleben den 1200. Jahrestag seiner urkundlichen Ersterwähnung. Ein Gedenkstein mit Bronzetafeln auf dem zentralen Dorfplatz erinnert daran.

### Einwohnerentwicklung
| - 1994 – 1.089 - 1995 – 1.089 - 1996 – 1.103 - 1997 – 1.097 - 1998 – 1.098 - 1999 – 1.089 | - 2000 – 1.081 - 2001 – 1.071 - 2002 – 1.078 - 2003 – 1.072 - 2004 – 1.077 - 2005 – 1.076 | - 2006 – 1.051 - 2007 – 1.045 - 2008 – 1.039 - 2009 – 1.032 - 2010 – 1.024 - 2011 – 0997 | - 2012 – 0995 - 2013 – 1.010 - 2014 – 1.010 - 2015 – 1.004 - 2016 – 1.046 - 2017 – 1.037 | - 2018 – 0975 - 2019 – 1.001 - 2020 – 0958 - 2021 – 0975 |

Datenquelle: Thüringer Landesamt für Statistik, Verwaltungsgemeinschaft Straußfurt.

## Politik
Die Gemeinde gehört der Verwaltungsgemeinschaft Straußfurt an, die ihren Verwaltungssitz in der Gemeinde Straußfurt hat.

### Gemeinderat
Der Gemeinderat von Haßleben wurde bei der Kommunalwahl am 26. Mai 2024 in einer Mehrheitswahl bestimmt. Alle acht Gemeinderatsmitglieder gehören der Freien Wählergemeinschaft Haßleben an.

### Bürgermeister
Der ehrenamtliche Bürgermeister Norman Mönchgesang wurde am 5. Juni 2016 gewählt.

### Wappen
Das Wappen wurde am 6. Juni 1994 genehmigt.
Blasonierung: „In Blau ein schräglinker goldener Wellenbalken; oben ein wachsender goldener Löwe, unten ein goldenes Flammenschwert, links beseitet von drei goldenen Scheiben.“
Der goldene Löwe und die Tingierung des Wappens zitieren das Motiv des Schwarzburger Stammwappens und sollen auf diese Weise symbolisieren, dass Haßleben lange Zeit eine Enklave der Grafschaft Schwarzburg und später des Fürstentums Schwarzburg-Sondershausen war. Der goldene Wellenbalken versteht sich als Symbol der Gera, welche den Ort durchfließt und teilt. Das Flammenschwert ist das Attribut des Kirchenpatrons Sankt Michael und nimmt die Tradition historischer Gemeindesiegel mit der Darstellung des Heiligen auf. Wegen bedeutender archäologischer Funde aus dem 3. Jahrhundert, besonders des Fürstengrabes mit Gold- und Edelsteinschmuck sowie Goldmünzen ist die Gemeinde weithin bekannt; die goldenen Scheiben symbolisieren die Fundstücke.
Das Wappen wurde vom Heraldiker Frank Jung gestaltet.

## Wirtschaft
Ein geplanter Solarpark mit einer Ausdehnung von 66 ha östlich von Haßleben auf dem früheren sowjetischen Militärgelände (in Besitz der LEG Thüringen) war aus Naturschutzgründen (Vogelschutzgebiet) lange Zeit nicht realisiert worden. Im Juli 2009 hat der Gemeinderat von Haßleben dem Projekt zugestimmt, die Genehmigung des Landratsamts wurde erwartet. Das Kraftwerk sollte Spitzenleistungen zwischen 20 und 30 Megawatt erbringen und damit zu den „größten Klimaschutz-Vorhaben in Thüringen“ gehören. Der NABU hatte eine Klage gegen das Vorhaben angekündigt. 2013 hat sich der Geschäftsführer von Ventimotor von dem Vorhaben zurückgezogen, nun will ein anderer Interessent eine kleinere Variante unter 10 Megawatt errichten.

## Kultur und Sehenswürdigkeiten

### Evangelische Kirche St. Michael

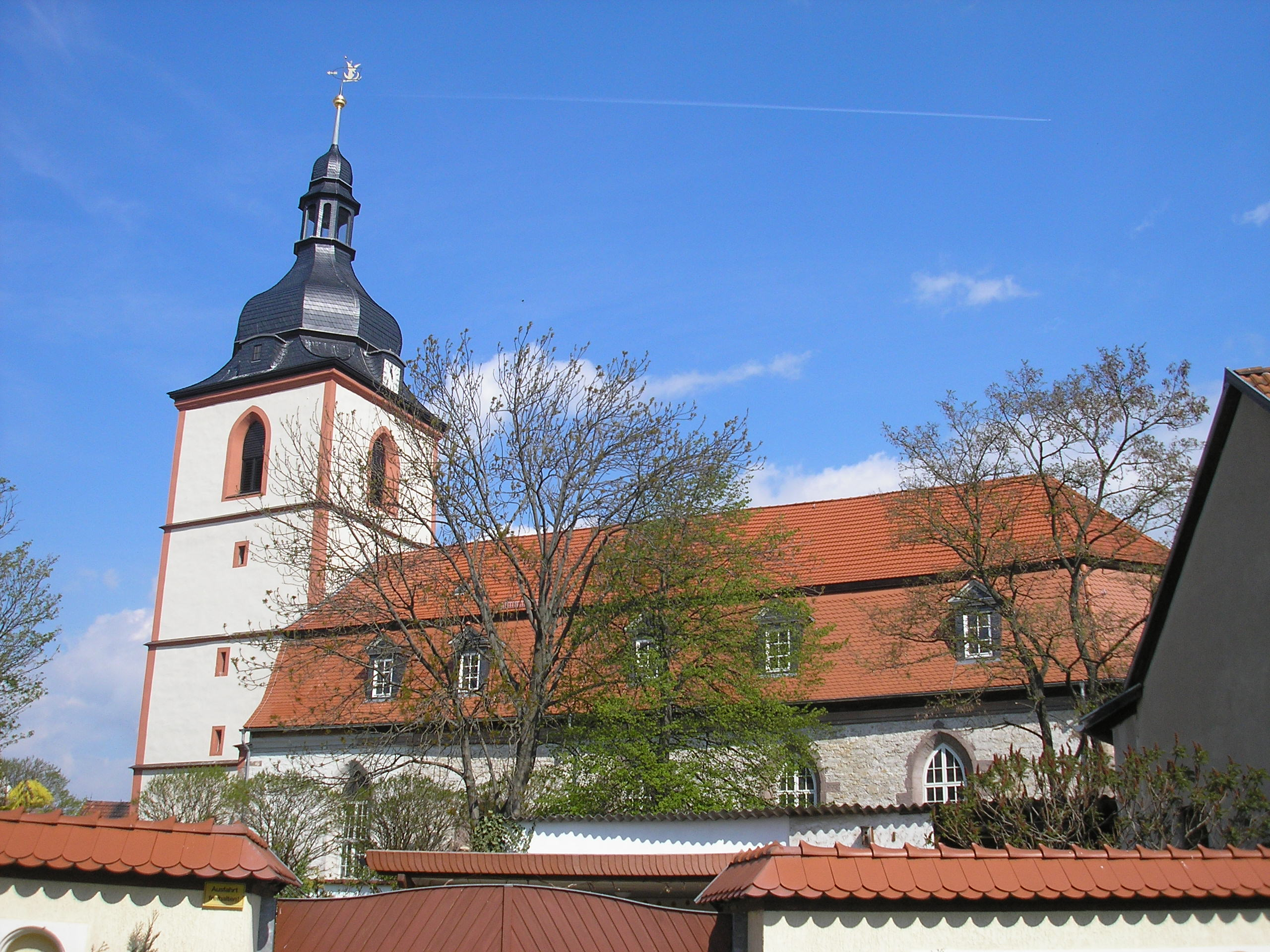
Dorfkirche

Die Kirche ist eine einschiffige, barocke Saalkirche, sie verfügt über einen „eingezogenen Westturm“. Kirchenschiff und der viergeschossige Turm waren einst verputzt und getüncht, gegenwärtig ist das Kirchenschiff „steinsichtig“. Eine datierende Inschrift in der Südmauer verweist auf ein Baudatum um die Jahre 1593/95, als Baumeister wurden Valten Vischer, Hans Riese und Hieronymus Hochheim erwähnt. Im 18. Jahrhundert wurde die damals baufällige Kirche durch barocke Umbauten in ihrem Erscheinungsbild wesentlich umgestaltet. Aus dieser Zeit stammt der erneuerte Dachstuhl des Mansarddaches und die Innenausstattung der Kirche. Man findet auch eine Herrschaftsloge, sie ist mit den Initialen des Herzogs Carl August von Sachsen-Weimar-Eisenach geschmückt. Der Orgelbaumeister Schulze aus Paulinzella lieferte 1792 die Orgel auf der oberen westlichen Empore.
In den 1970er Jahren musste die Kirche durch ein Notdach gesichert werden. Besorgniserregend war zuletzt auch der Erhaltungszustand des Turmes, tiefe Risse im Mauerwerk deuteten auf statische Bauwerksschäden hin. Nach einer umfassenden Sanierung wurde die erneuerte barocke Kirchturmhaube 2009 aufgesetzt. Im Sommer 2009 wurde in Eisenach im Rahmen des Lutherfestes bei einem öffentlichen Schaugießen eine kleine Taufglocke für die Haßlebener Kirche gegossen. Die etwa 150 kg schwere Glocke hat das bestehende Geläut auf vier Glocken erweitert.

### Fürstinnengrab

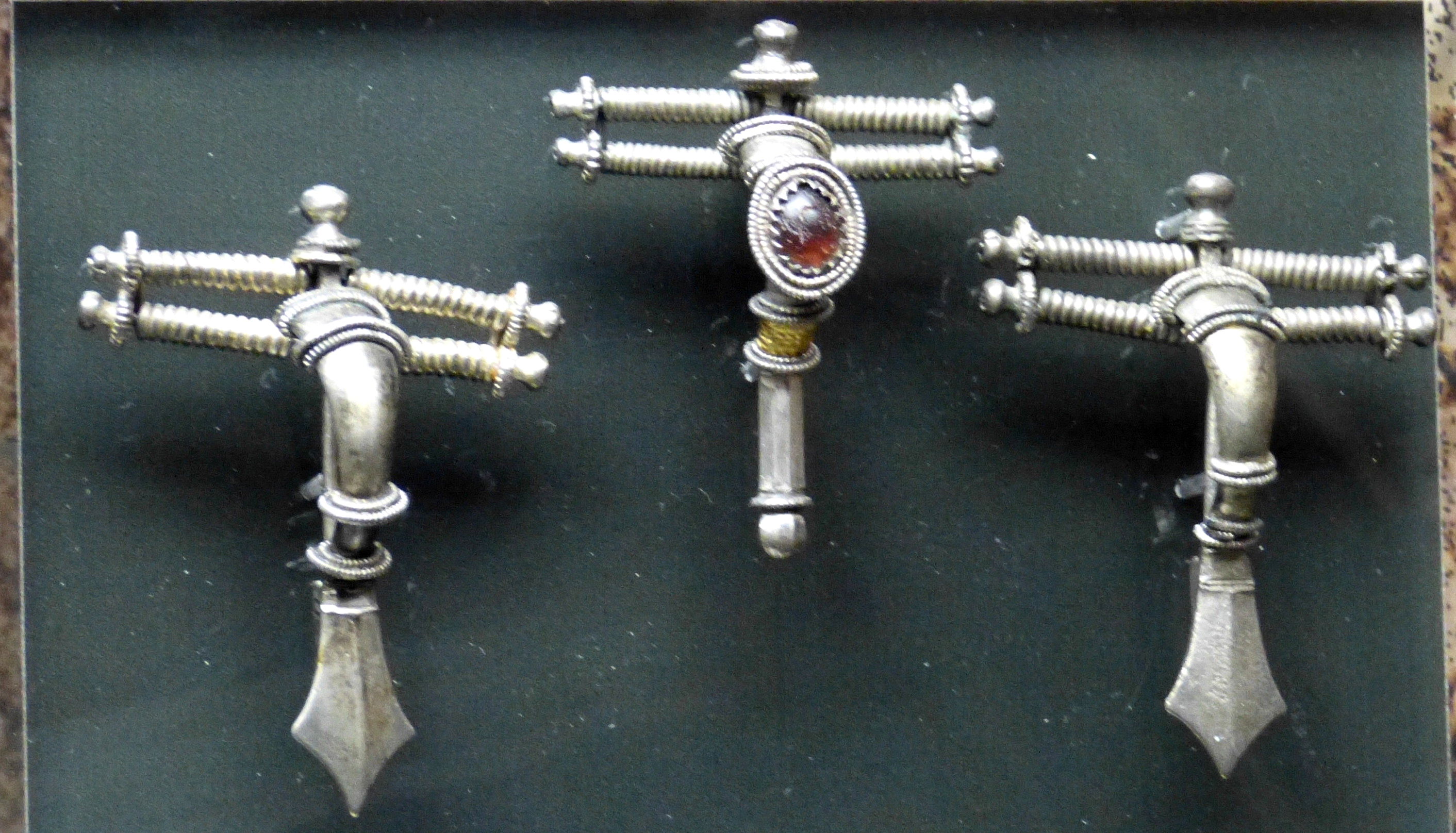
Fibeln aus dem Fürstinnengrab von Haßleben, Museum für Ur- und Frühgeschichte in Thüringen (Weimar)

Bemerkenswert ist der Ort auch für die 1913 entdeckte archäologische Fundstelle des „Fürstinnengrabes von Haßleben“. In einer 3 Meter tiefen Grabgrube wurden die Gebeine einer dreißig bis vierzig Jahre alten Frau aus dem 4. Jahrhundert bestattet, wegen überaus reicher Grabbeigaben deutet man diese Person als Stammesfürstin. Der gesamte Fundkomplex, zu dem auch eine Gruppe weiterer Bestattungen (Dienerinnen?) in der Umgebung des Hauptgrabes gehören, gelangte in das Museum für Ur- und Frühgeschichte Thüringens. Nach Abschluss der Untersuchungen wurde die „Haßlebener Kultur“ in die wissenschaftliche Nomenklatur aufgenommen.

### Weitere Baudenkmale
- Schulgebäude von 1848 („Heinz-Sielmann-Grundschule“): anstelle des davor abgetragenen „Fürstenhauses“
- Ehemalige Gemeindeverwaltung: großer Fachwerkbau im Ortszentrum
- Kriegerdenkmal auf dem Friedhof für die gefallenen und vermissten Soldaten beider Weltkriege
- Gedenkstein von 1913 vor der Kirche in Form eines Waidsteins zur Erinnerung an die Völkerschlacht bei Leipzig 1813. Das Denkmal wurde 1992 saniert und trägt die alte Inschrift: „Zu Deutschlands Befreiung 1813–1913, Militärverein Haßleben, 14.9.1913“

### Naturschutzgebiete
- Naturschutzgebiet Haßleber Ried nördlich des Ortes: regeneriertes Kalkniedermoor von 57 ha. Westlich benachbart zum Ried, auf halber Strecke in Richtung Werningshausen, lag der Ort Endeleben. Seit dem späten Mittelalter ist er eine Wüstung. Der Friedhof des Ortes wurde bei Straßenbauarbeiten angeschnitten.
- Eingezäunte Biotope rechts und links des Weges nach Alperstedt, 1 km östlich von Haßleben, erinnern, auch mit zwei Schautafeln, an die Sanierung des ehemaligen sowjetischen Militärstützpunkts
- Die Heilige Wiese ist ein kleines Wald- und Wiesen-Gebiet im Tal der Schmalen Gera süd-/südwestlich von Haßleben

### Veranstaltungen
- Fasching HCV
- Maibaum-setzen
- Rocktoberfest

## Vereine
- Freiwillige Feuerwehr: 1723 gegründet
- Haßleber Heimatverein Edelweiß e. V.: 1995 wiedergegründet, mit Heimatstube
- Kirchenbauverein Sankt Michael e. V.: 1999 gegründet
- Haßleber Karnevalsverein 1955 e. V.
- Männergesangverein „Harmonie“ 1900 e. V.
- Sportverein „Olympia“ Haßleben e. V.
- Reitsportclub Haßleben e. V.: gegründet 1995
- Ortsgruppe des Vereins für Deutsche Schäferhunde e. V.: gegründet 1978
- Kinderbetreuungsverein „Sonnenhof“ Haßleben e. V.: 1997 gegründet

## Persönlichkeiten
- Nicolaus Jonas Sorber (* vor 1690 in Haßleben; † 18. März 1759 in Erfurt) schuf als kurmainzischer Stück- und Glockengießer neben zahlreichen Kirchenglocken und Feuerspritzen bedeutende Großgeläute wie zum Beispiel für den Erfurter Dom (1720/1721) oder für die Schlosskirche in Weimar.[11] Den Glockenguss in Weimar (1712/1713) vermittelte der damalige herzogliche Hoforganist Johann Sebastian Bach.